# Ivan Vladimirovich Tyulenev
Ivan Vladimirovich Tyulenev (tiếng Nga: Ива́н Влади́мирович Тюле́нев; 28 tháng 1 năm 1892 - 15 tháng 8 năm 1978) là một chỉ huy quân đội Liên Xô, một trong ba người đầu tiên được thăng cấp Đại tướng năm 1940.

## Tiểu sử
Tyulenvev được sinh ra trong một gia đình quân nhân ở khu định cư Simbirsk (nay là Ulyanovsk Oblast) của Shatrashany. Ông làm việc trong các nhà máy và là một ngư dân biển Caspi trước khi được đưa vào Quân đội Hoàng gia Nga vào năm 1913. Trong Chiến tranh thế giới thứ nhất, ông được trao tặng Huân chương Thánh George vì lòng dũng cảm.
Tyulenvev gia nhập Hồng quân Liên Xô sau cuộc cách mạng và gia nhập Đảng Bolshevik năm 1918. Với tư cách quân nhân của chính quyền mới, ông đã tham gia Nội chiến Nga khi phục vụ tại Tập đoàn quân kỵ binh 1, tham gia đàn áp cuộc nổi loạn Kronstadt và Chiến tranh Liên Xô - Ba Lan. Năm 1939, ông chỉ huy Tập đoàn quân 12 trong cuộc xâm chiếm Ba Lan của Liên Xô. Ông được thăng cấp Đại tướng năm 1940.
Khi Chiến tranh Xô-Đức bùng nổ vào tháng 6 năm 1941, ông phụ trách Quân khu Moskva. Trong ba tháng đầu của cuộc chiến, Tyulenev chỉ huy Phương diện quân Nam. Trong phần còn lại của cuộc chiến, ông là chỉ huy Quân khu Zakavkaz và Phương diện quân Zakavkaz. Tyulenev là tác giả của một số cuốn sách hồi ức, bao gồm Kỵ binh Liên Xô chiến đấu vì Tổ quốc (1957) và Qua ba cuộc chiến (năm 1972).

## Danh hiệu và giải thưởng
Đế quốc Nga
- Huân chương Thánh George, hạng 4 (Huân chương Trung đoàn 5 của Kargopol, ngày 3 tháng 8 năm 1915; Số 118, § 1)
- Thập tự Thánh George, hạng 3 (Huân chương Trung đoàn 5 của Kargopol, 10 tháng 11 năm 1915; Số 156, § 3), hạng 2 (Huân chương Trung đoàn 5 của Kargopol, 26 tháng 6 năm 1916; Số 119 + § 6), lớp 4 (Huân chương Trung đoàn 5 của Kargopol, 9 tháng 7 năm 1916; Số 126 + § 6), Lớp 1 (Huân chương Trung đoàn 5 của Kargopol, 5 tháng 2 năm 1917; Số 20 + § 6)

Liên Xô
- Anh hùng Liên Xô số 11295
- Bốn Huân chương Lenin (1941, 1945, 1962, 1978)
- Huân chương Cách mạng Tháng Mười (1972)
- Huân chương Cờ đỏ, năm lần (1921, 1921, 1930, 1944, 1947)
- Huân chương Kutuzov, hạng 1 (28 tháng 1 năm 1943)

Giải thưởng nước ngoài
- Huân chương Cờ đỏ (Mông Cổ)

## Lược sử quân hàm
- Sư đoàn trưởng (комдив) (20.11.1935)
- Tư lệnh Quân đoàn (комкор) (22.02.1938)
- Tư lệnh Tập đoàn quân bậc 2 (командарм 2-го ранга) (8.02.1939)
- Đại tướng (генерал армии) (4.06.1940)